# Parum colligata
Parum colligata is een vlinder uit de familie van de pijlstaarten (Sphingidae). De wetenschappelijke naam van de soort werd in 1856 gepubliceerd door Francis Walker.

## Beschrijving

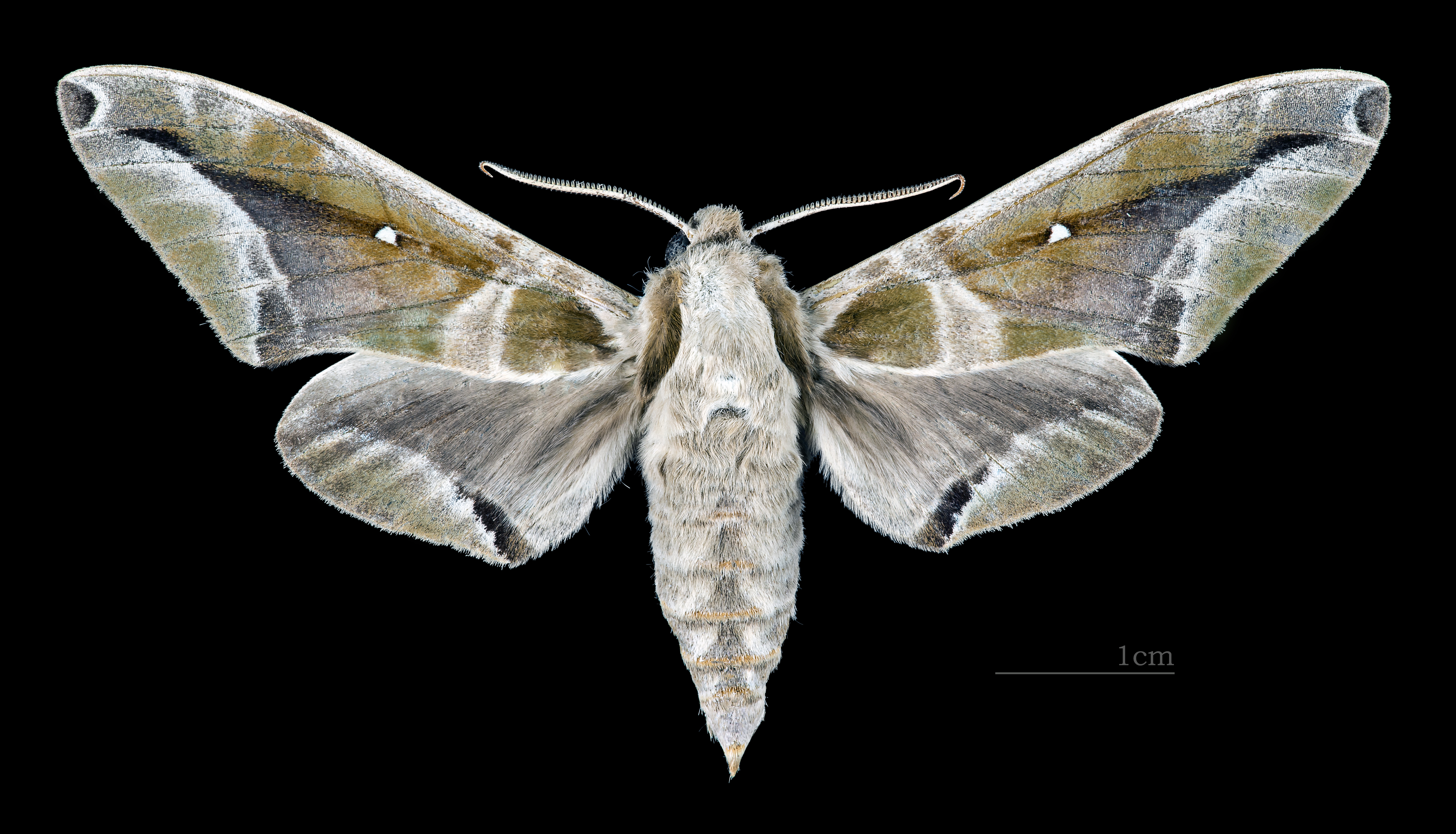
Parum colligata ♂
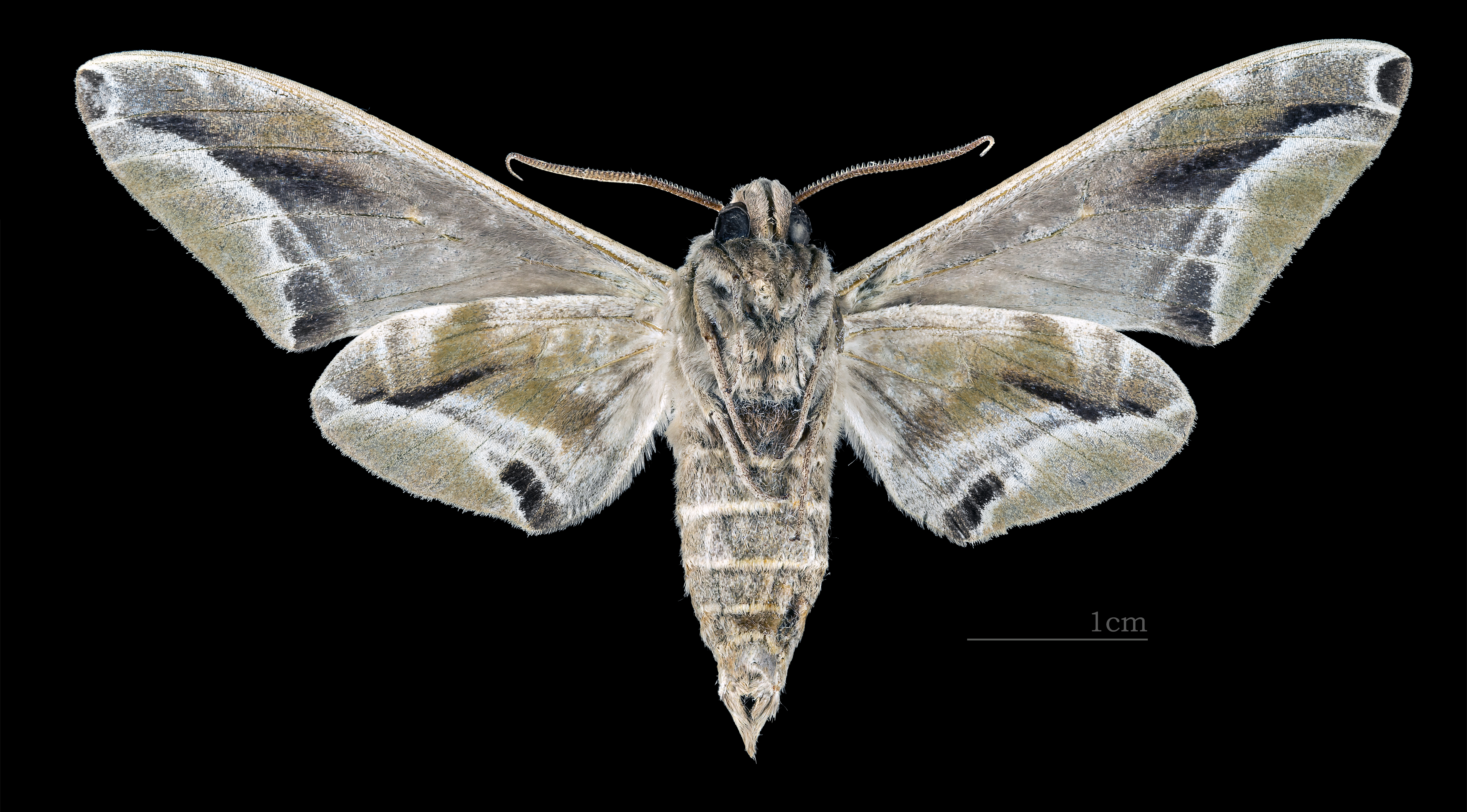
Parum colligata ♂ △
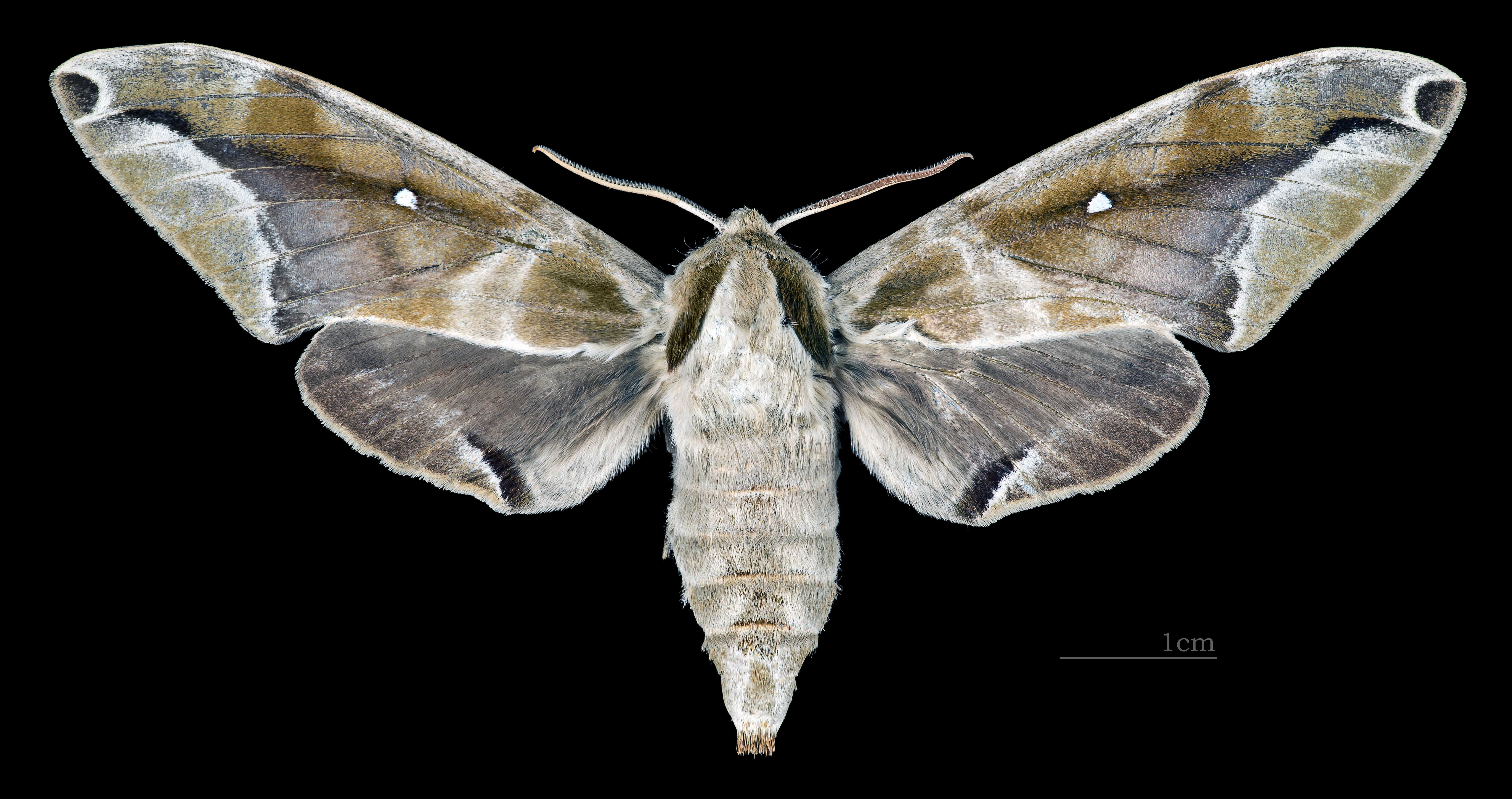
Parum colligata ♀
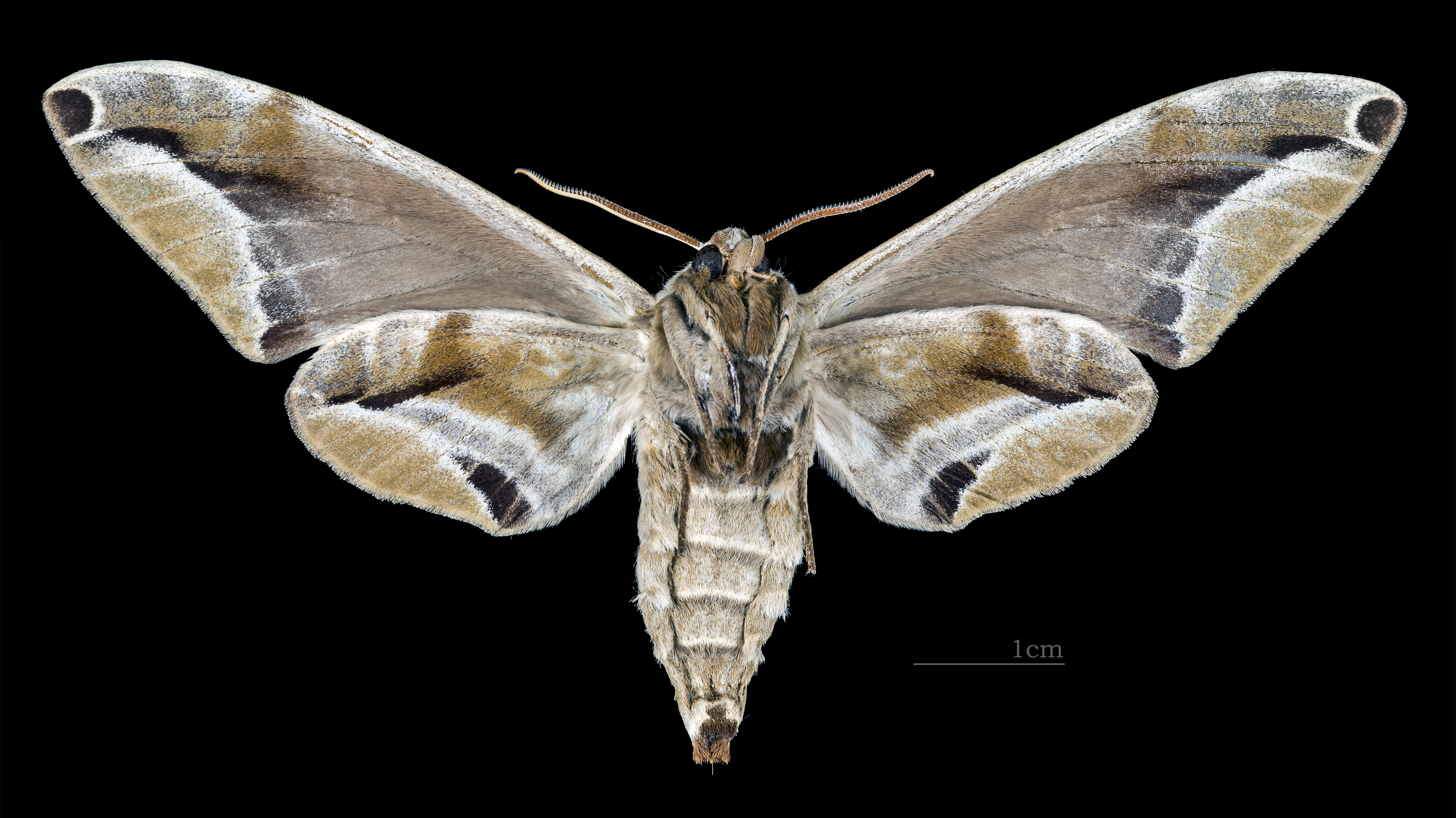
Parum colligata ♀ △